# Santa Fe County
Das Santa Fe County ist ein County im Bundesstaat New Mexico der Vereinigten Staaten. Es liegt im Norden des Bundesstaates und hat 144.170 Einwohner. Größte Stadt ist Santa Fe mit 67.947 Einwohnern.

## Geographie
Das County hat eine Landfläche von 4944 Quadratkilometern und eine Wasserfläche von 4 Quadratkilometern. Das County ist etwas kleiner als der Kanton Wallis in der Schweiz.
Der höchste Berg des Santa Fe Countys ist mit 3.847 Metern der Santa Fe Baldy. Das County grenzt in New Mexico im Uhrzeigersinn an die Countys: Rio Arriba County, Mora County, San Miguel County, Torrance County, Bernalillo County, Sandoval County und Los Alamos County.
Das County wird vom Office of Management and Budget zu statistischen Zwecken als Santa Fe, NM Metropolitan Statistical Area geführt.

## Geschichte

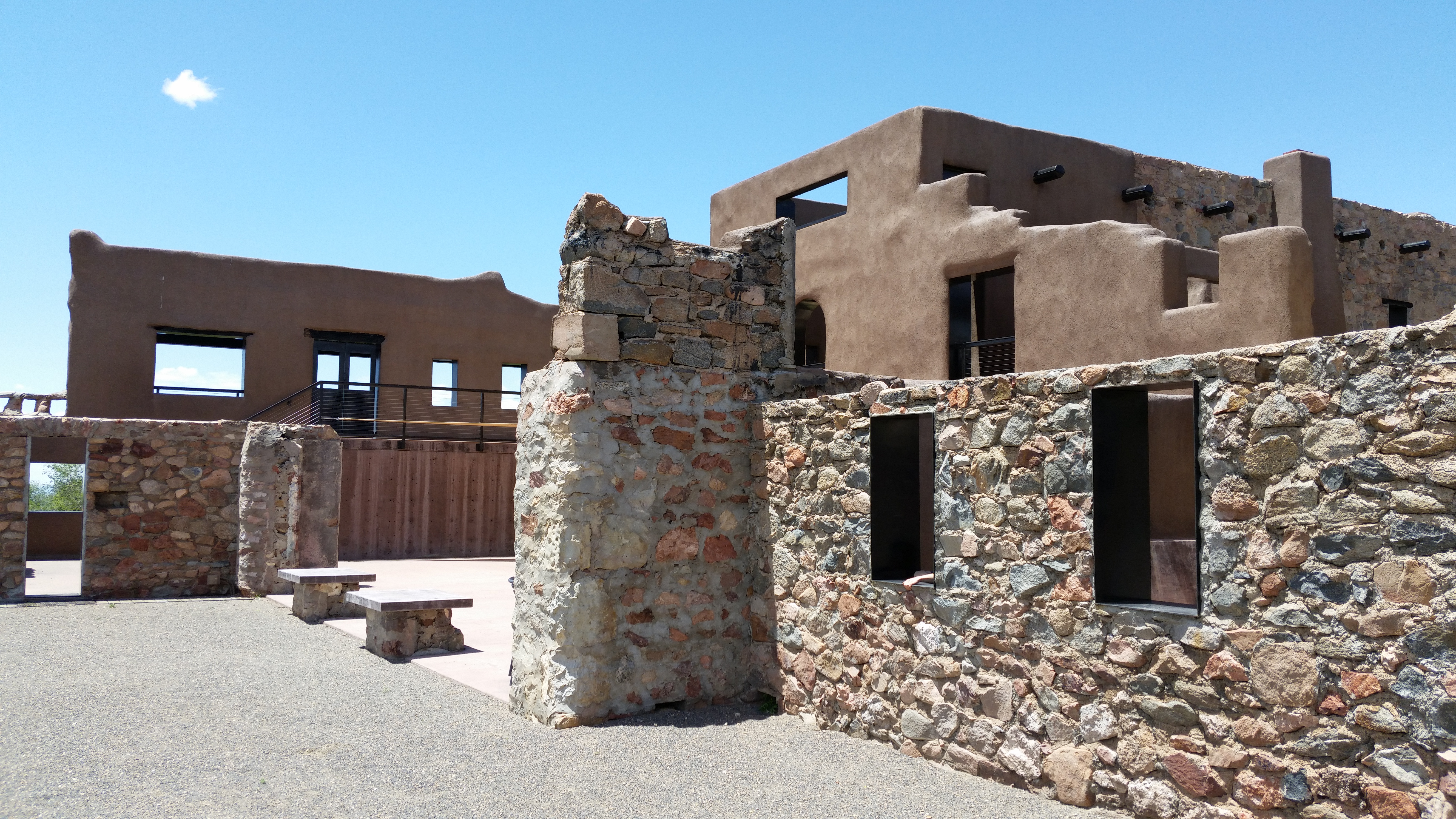
Seton Village (2016), Historic District mit dem Status einer National Historic Landmark

Acht Orte haben den Status einer National Historic Landmark. 75 Bauwerke und Stätten des Countys sind insgesamt im National Register of Historic Places eingetragen, darunter die Rancho de las Golondrinas (Stand 16. Februar 2018).

## Demografische Daten

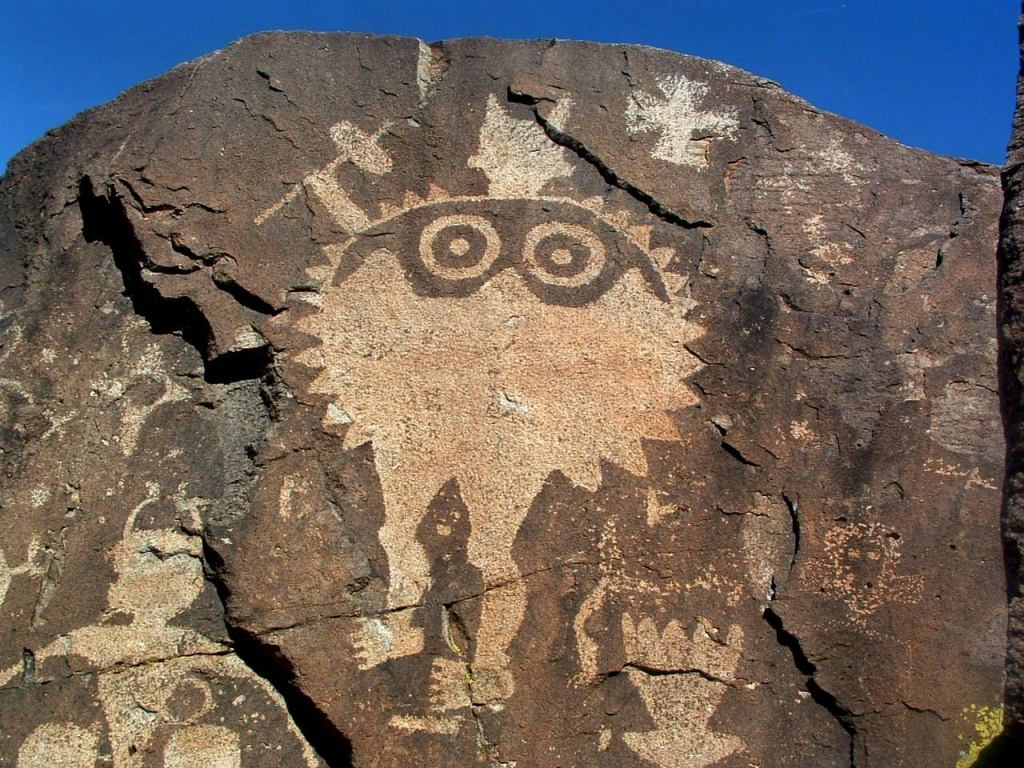
Felsmalerei der Tewa (Pueblo-Kultur)

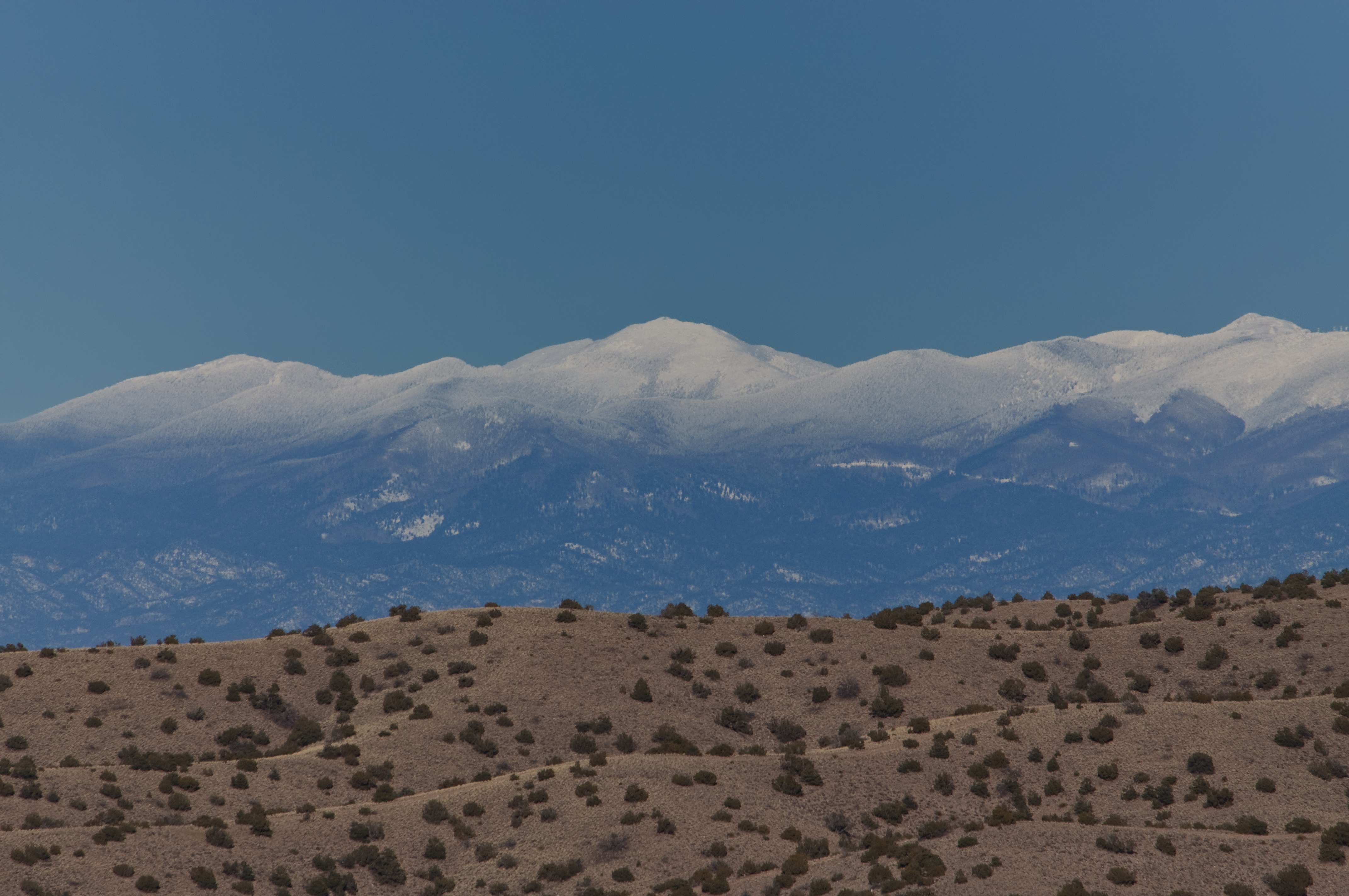
Santa Fe Baldy, Gebirgszug in der Sangre de Cristo Range

Nach der Volkszählung im Jahr 2000 lebten im County 129.292 Menschen. Es gab 52.482 Haushalte und 32.801 Familien. Die Bevölkerungsdichte betrug 26 Einwohner pro Quadratkilometer. Ethnisch betrachtet setzte sich die Bevölkerung zusammen aus 73,52 % Weißen, 0,64 % Afroamerikanern, 3,08 % amerikanischen Ureinwohnern, 0,88 % Asiaten, 0,07 % Bewohnern aus dem pazifischen Inselraum und 17,74 % aus anderen ethnischen Gruppen; 4,07 % stammten von zwei oder mehr ethnischen Gruppen ab. 49,04 % der Bevölkerung waren spanischer oder lateinamerikanischer Abstammung.
Von den 52.482 Haushalten hatten 30,40 % Kinder und Jugendliche unter 18 Jahre, die bei ihnen lebten. 45,50 % waren verheiratete, zusammenlebende Paare, 11,70 % waren allein erziehende Mütter. 37,50 % waren keine Familien. 29,40 % waren Singlehaushalte und in 7,40 % lebten Menschen im Alter von 65 Jahren oder darüber. Die Durchschnittshaushaltsgröße betrug 2,42 und die durchschnittliche Familiengröße lag bei 3,01 Personen.
Auf das gesamte County bezogen setzte sich die Bevölkerung zusammen aus 24,10 % Einwohnern unter 18 Jahren, 8,10 % zwischen 18 und 24 Jahren, 29,70 % zwischen 25 und 44 Jahren, 27,30 % zwischen 45 und 64 Jahren und 10,80 % waren 65 Jahre alt oder darüber. Das Durchschnittsalter betrug 38 Jahre. Auf 100 weibliche Personen kamen 95,80 männliche Personen, auf 100 Frauen im Alter ab 18 Jahren kamen statistisch 93,40 Männer.

Das jährliche Durchschnittseinkommen eines Haushalts betrug 42.207 USD, das Durchschnittseinkommen der Familien betrug 50.000 USD. Männer hatten ein Durchschnittseinkommen von 33.287 USD, Frauen 27.780 USD. Das Prokopfeinkommen betrug 23.594 USD. 12,00 % der Bevölkerung und 9,40 % der Familien lebten unterhalb der Armutsgrenze. 15,20 % davon waren unter 18 Jahre und 9,70 % waren 65 Jahre oder älter.

## Orte im Santa Fe County
Im Santa Fe County liegen drei Gemeinden, davon zwei Cities und eine Town. Zu Statistikzwecken führt das U.S. Census Bureau 33 Census-designated places, die dem County unterstellt sind und keine Selbstverwaltung besitzen. Diese sind wie die Unincorporated Communities gemeindefreies Gebiet.
| Cities - Española 1 - Santa Fe | Town - Edgewood 2 |

Census-designated places (CDP)
| - Agua Fria - Cañada de los Alamos - Cedar Grove - Chimayo 1 - Chupadero - Cuartelez | - Cundiyo - Cuyamungue - Cuyamungue Grant - El Rancho - El Valle de Arroyo Seco - Eldorado at Santa Fe | - Galisteo - Glorieta - Golden - Jacona - Jaconita - La Cienega | - La Puebla - Lamy - Los Cerrillos - Madrid - Nambe - Nambé Pueblo | - Peak Place - Pojoaque - Rio Chiquito (ehemals) - Rio en Medio - San Ildefonso Pueblo - San Pedro | - Santa Cruz - Sombrillo - Tesuque - Tesuque Pueblo |

andere Unincorporated Communities
| - Cañoncito - La Bajada - La Cueva - La Loma | - Seton Village - Stanley - Waldo |